# Arroio Bolacha
O arroio Bolacha é um curso d'água brasileiro que banha o distrito de Cassino, município de Rio Grande, estado do Rio Grande do Sul. Este riacho nasce em um sistema de banhados e deságua em uma laguna perene que por sua vez é ligada à região estuarina da Lagoa dos Patos através do saco da Mangueira. Apresenta 4 Km de extensão e, em seu percurso, passa por pequenas propriedades rurais e locais de concentração residencial.
Este curso d'água apresenta balneabilidade em alguns trechos, embora a poluição tenha se mostrado um problema recorrente, inclusive com mortandade de peixes. Este arroio está inserido na Área de Proteção Ambiental da Lagoa Verde (APA da Lagoa Verde).